# Time Again
Time Again ist eine Streetpunk-Band aus Los Angeles, die 2004 gegründet wurde.
Time Again nennen als ihre größten Einflüsse Bands wie etwa Rancid, Operation Ivy oder The Clash. 2004 veröffentlichten sie ihre erste selbstbenannte EP auf Rancid Records. 2006 folgte dann ihr Debütalbum "The Stories Are True" auf Hellcat-Records auf dem auch Hellcat-Labelboss und Punkikone Tim Armstrong einen Gesangspart beisteuerte.
Im April 2006 verließ Brian Burnham die Band und wurde durch Oren Soffer ersetzt.

## Diskografie
- Time Again (EP), Rancid Records, 2005
- The Stories Are True, Hellcat Records, 2006
- Darker Days, Hellcat Records, 2008
- Naked, Drop-Out Records, 2009